# 京一輪
京一輪（きょういちりん）は、1989年10月2日から1990年3月30日の月曜日 - 金曜日、8時30分 - 8時55分の間に放送された、よみうりテレビ制作の朝の連続ドラマである。NTV系では、10時00分 - 10時25分の間に放送された。

## キャスト
- 岩倉恵子：渡辺典子
- 岩倉松江：小山明子
- 吉田ヨネ：藤山喜子
- 吉田都：辻麻矢
- 村井重吉：花紀京
- 吉田雄次：尾藤イサオ
- 篠塚勝
- 蜷川有紀
- 早崎文司
- 京唄子
- 若井小づえ
- 月亭可朝
- 吉川佳代子
- 犬塚弘
- 根岸明美
- 北原佐和子
- 江原真二郎
- 正司照枝
- 水野久美
- ミヤコ蝶々
- 寺田農
- 今日規汰代
- 間寛平
- 西山辰夫

## スタッフ
- 語り：うつみ宮土理
- 脚本：梅林貴久生
- 演出：中津川勲、真船禎、山本和夫
- 音楽：桑原研郎
- 企画プロデューサー：今岡大爾
- 技術協力：大阪東通（現：関西東通）、関東電機（現：ハートス）
- 美術協力：日本ステージ、高津商会、グリーン・アート
- 衣裳：東京衣裳
- メイク：A・I・C
- 結髪：丸善かつら
- 協力：なんば愛染蔵
- 制作著作：読売テレビ

## 主題歌
「夢つれづれ」唄：堀内孝雄
| よみうりテレビ 朝の連続ドラマ | よみうりテレビ 朝の連続ドラマ | よみうりテレビ 朝の連続ドラマ |
| 前番組                        | 番組名                        | 次番組                        |
| ----------------------------- | ----------------------------- | ----------------------------- |
| 花ちりめん                    | 京一輪                        | 花真珠                        |

| スタブアイコン | サブスタブ | この項目は、まだ閲覧者の調べものの参照としては役立たない、テレビ番組に関連した書きかけの項目です。この項目を加筆・訂正などしてくださる協力者を求めています（P:テレビ/PJ:放送または配信の番組）。 |